# Plafon de sticlă

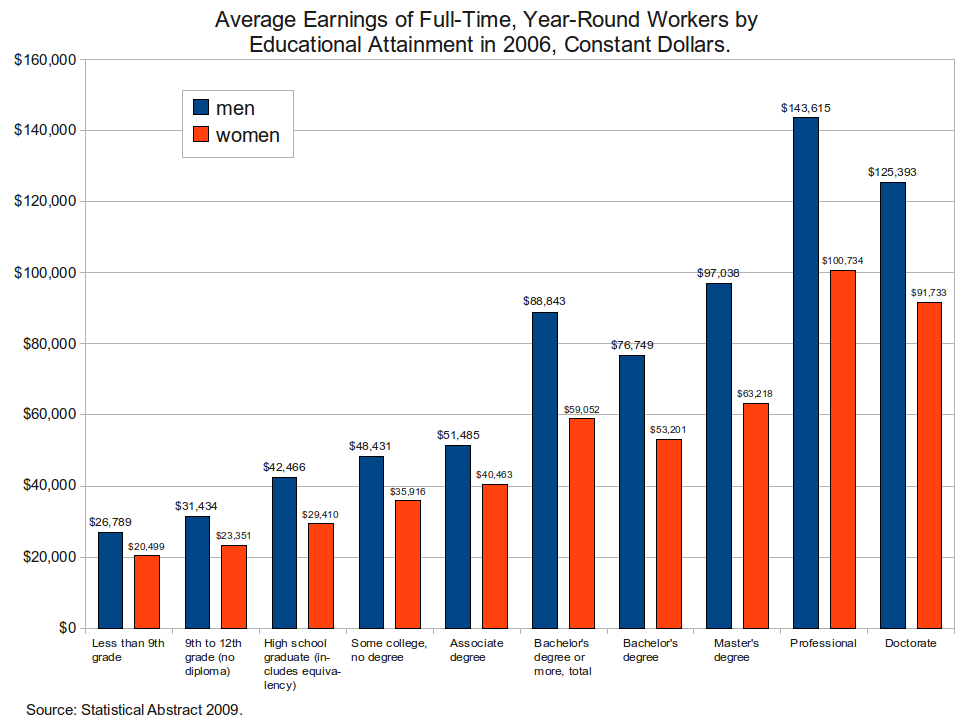
Diagramă ce ilustrează diferențele de venituri dintre femei și bărbați cu același nivel de educație (SUA 2006)

Plafonul de sticlă este o metaforă utilizată pentru a reprezenta o barieră invizibilă ce împiedică un anumit demografic (de obicei minorități) de a depăși un anumit nivel într-o ierarhie.
Metafora a fost inventată de feminiști referindu-se la barierele întâlnite în carierele femeilor realizate profesional. În Statele Unite, noțiunea este uneori extinsă pentru a se referi la obstacolele ce împiedică atât progresul femeilor, cât și al bărbaților ce fac parte din minorități. Femeile ce aparțin unei minorități deseori întâmpină cele mai multe dificultăți în “spargerea plafonului de sticlă”, deoarece acestea se află la intersecția a două grupuri marginalizate în trecut: femeile și oamenii de culoare. Publicațiile est-asiatice și est-asiatice americane au creat termenul “plafon de bambus”, făcând astfel referire la obstacolele cu care se confruntă toți americanii ce provin din Asia de Est, atunci când doresc să avanseze din punct de vedere profesional.
În cadrul acelorași noțiuni ai termenilor cu referire la locul de muncă, există termeni asemănători pentru restricțiile și barierele privind femeile și rolurile acestora în organizații, dar și cum acestea coincid cu îndatoririle materne. Aceste “bariere invizibile” funcționează ca metafore ce descriu circumstanțele suplimentare cărora femeile sunt supuse, de obiceri când acestea încearcă să avanseze în diferite domenii ale carierei și deseori în viața personală. 
“Plafonul de sticlă” reprezintă bariera ce împiedică femeile să avanseze pe scara ierarhică către vârful unei corporații.
Femeile ce fac parte din câmpul muncii se confruntă cu acest “plafon de sticlă”. Aceste femei sunt împiedicate să beneficieze de promovări, în special în clasamentul executiv, în cadrul companiei lor. În ultimii două zeci de ani, femeile ce au devenit tot mai implicate și pertinente în industrii și organizații, rareori au ajuns la conducerea acestora. În corporații, femeile reprezintă sub cinci la sută în cadrul consiliilor de administrație și a posturilor executive în companie.

## Definiție
Comisia Federală a Plafonului de Sticlă din Statele Unite definește plafonul de sticlă ca fiind “bariera invizibilă, dar impenetrabilă ce împiedică minoritățile și femeile să atingă treptele superioare ale scării ierarhice, indiferent de calificările sau realizările acestora”.
David Cotter și colegii acestuia au stabilit patru caracteristici distincte necesare pentru a conclude dacă există sau nu un plafon de sticlă. O inegalitate a plafonului de sticlă reprezintă:
1. “O diferență de gen sau rasă ce nu este explicată de caracteristicile angajatului, relevante locului de muncă.”
2. “O diferență de gen sau rasă ce este mai evidentă la nivelurile mai înalte ale unui rezultat, decât la nivelurile mai joase ale acestuia.”
3. “O inegalitate de gen sau rasă cu privire la șansele de avansare la niveluri superioare, nu doar proporțiile fiecărui gen sau fiecărei rase ce se află în prezent la acele niveluri.”
4. “O inegalitate de gen sau rasă ce crește de-a lungul unei cariere.”

Cotter și colegii acestuia au aflat că plafonurile de sticlă sunt puternic corelate cu sexul unei persoane. Atât femeile din rasa caucaziană, cât și femeile ce aparțin unei minorități se confruntă cu un plafon de sticlă de-a lungul carierei. Pe de altă parte, cercetătorii nu au găsit semne ce indică existența unui plafon de sticlă pentru bărbații afro-americani.
Metafora plafonului de sticlă a fost deseori folosită pentru a descrie barierele invizibile (“sticlă”) prin care femeile pot vedea poziții înalte, dar nu le pot atinge (“plafon”). Aceste bariere împiedică un număr mare de femei și minorități etnice să obțină și să își asigure cele mai puternice, prestigioase și bine plătite posturi din câmpul muncii. De asemenea, acest efect nu permite femeilor să ocupe poziții înalte și le dezavantajează ca potențiali candidați pentru avansare.

## Istorie
În 1839, franțuzoaica feministă și autoarea George Sand a folosit o expresie asemănătoare, une voûte de cristal impénétrable, într-un pasaj din Gabriel, o piesă de teatru ce nu a fost niciodată jucată: “Eram femeie; motiv pentru care dintr-o dată aripile mele s-au prăbușit, eterul s-a închis în jurul capului mei precum un seif de cristal impenetrabil, și am căzut....” [subliniere adăugată]. Afirmația, o descriere a visului eroinei de a se înălța cu ajutorul aripilor, a fost interpretată drept o versiune feminină a legendei lui Icarus, în care o femeie încearcă să se înalțe deasupra rolului deja atribuit.
Prima persoană despre care se spune că a folosit termenul plafon de sticlă a fost Marilyn Loden în timpul unui discurs ținut în 1978. În același timp, conform ziarului Wall Street Journal din 3 aprilie 2015, neavând nici o legătură cu discursul lui Loden, termenul plafon de sticlă a fost inventat în primăvara anului 1978 de Marianne Schriber și Katherine Lawrence când lucrau la compania Hewlett-Packard. Plafonul a fost definit ca fiind o structură de promovare discriminatorie în cadrul căreia politica de promovare scrisă nu este discriminatorie, dar în practică, aceasta refuză promovarea femeilor calificate. Lawrence a expus acest lucru la anuala Conferință a Institutului Femeilor pentru Libertatea Presei de la Clubul Presei Naționale.
Termenul a fost folosit mai târziu în martie 1984 de către Gay Bryant. Aceasta a fost fostul editor al revistei Working Woman și și-a schimbat locul de muncă pentru a fi editorul revistei Family Circle. Într-un articol din publicația Adweek, scris de Nora Frenkel, s-a raportat că Bryant ar fi spus, “Femeile au atins o anumită limită — Eu o numesc plafon de sticlă. Ajung în vârful departamentului intermediar de conducere, se opresc și rămân blocate. În vârful scării ierarhice nu există suficient loc pentru toate aceste femei. Unele dintre ele intră în afaceri pentru interese personale. Celelalte părăsesc locul de muncă pentru a-și întemeia familii.” Tot în 1984, Bryant a folosit același termen într-un capitol al cărții The Working Woman Report: Succeeding in Business in 1980s. În aceeași carte, Basia Hellwig a folosit termenul într-un alt capitol. 
Într-un articol deseori citat din ziarul Wall Street Journal din martie 1986, termenul a fost folosit în titlul articolului: “Plafonul de Sticlă: De ce femeile nu pot sparge bariera invizibilă ce le desparte de funcțiile înalte”. Articolul a fost scris de Carol Hymowitz și Timothy D. Schellhardt. Hymowits și Schellhardt au introdus plafonul de sticlă ca fiind “ceva ce nu poate fi găsit în vreun manual de identitate corporativă sau măcar discutat la o întâlnire de afaceri; a fost introdus inițial ca un fenomen invizibil, secret și tacit ce a existat pentru a păstra posturile de conducere de nivel executiv în mâinile bărbaților de rasă caucaziană.”
Pe măsură ce termenul “plafon de sticlă” a devenit mai vizibil în societate, publicul a reacționat cu idei și opinii diferite. Unii dintre aceștia au susținut că plafonul de sticlă este mai mult un mit decât o realitate, deoarece femeile au ales să stea acasă și au manifestat mai puțină dorință de a avansa la poziții mai înalte. Ca rezultat al dezbaterii publice, șeful Departamentul de Muncă din Statele Unite, Lynn Morley Martin, a comunicat rezultatele unui proiect de cercetare numit “Inițiativa plafonului de sticlă”, creat pentru a investiga numărul de femei și minoritați cu posturi executive. Acest raport a definit noul termen drept “bariere artificiale bazate pe prejudecăți comportamentale sau organizaționale ce împiedică indivizii calificați să avanseze în funcții administrative în cadrul organizației în care muncesc”.
În 1991, ca parte din Articolul II din Actul Drepturilor Civile din 1991, Congresul a creat Comisia Plafonului de Sticlă. Această Comisie Prezidențială formată din 21 de membri a fost condusă de Secretarul Muncii, Robert Reich, și a fost creată pentru a studia “barierele progresului minorităților și al femeilor în cadrul corporațiilor ierarhice (problemă cunoscută sub numele de plafon de sticlă), pentru a emite un raport cu descoperirile și concluziile problemei, și pentru a face recomandări cu privire la modalitățile prin care plafonul de sticlă poate fi distrus.” Comisia a efectuat o cercetare amplă ce a inclus sondaje, audieri publice și interviuri, și au publicat rezultatele într-un raport în 1995. Raportul, “Good for Business”, a oferit “instrucțiuni și soluții tangibile cu ajutorul cărora aceste bariere pot fi depășite și eliminate”. Scopul comisiei a fost să ofere recomandări despre cum poate fi spart plafonul de sticlă, în special în lumea afacerilor. Raportul a propus 12 sugestii despre cum să îmbunatățești locul de muncă prin sporirea diversității într-o organizație și reducerea discriminării prin politicile adoptate.
Numărul de femei cu posturi de directori executivi din listele revistei Fortune a crescut din perioada 2012-2014, dar în mod ironic, rata de implicare a femeilor în câmpul muncii a scăzut la nivel global de la 52,4% la 49,6% între anii 1995 și 2015. În ciuda acestui lucru, este evident că în unele țări precum Australia, implicarea femeilor în câmpul muncii a crescut cu 27% din 1978. În plus, doar 19,2% din posturile administrative erau ocupate de femei în 2014, din care 80,2% erau considerate femei de rasă caucaziană.

## Decalajele de venit dintre sexe
Diferența de salarizare dintre sexe reprezintă decalajul dintre femei și bărbați în privința veniturilor. În 2008 organizația OECD a sugerat că veniturile medii ale femeilor ce lucrează cu normă întreagă erau cu 17% mai mici decât cele ale bărbaților și că “30% din variația decalajelor de venit dintre sexe din țările membre OECD poate fi explicată de practicile discriminatorii de pe piața muncii. Comisia Europeană a sugerat că veniturile femeilor pe oră sunt în medie cu 17,5% mai mici în cele 27 state membre ale Uniunii Europene din 2008. O lucrare a website-ului activist politic “nationalpartnership.org” sugerează că din aprilie 2017, femeile din Statele Unite au fost plătite în medie “80 de cenți pentru fiecare dolar plătit bărbaților, ajungându-se astfel la o valoare anuală de 10 470 de dolari decalaj între salariile femeilor și ale bărbaților. Ne-ar putea ajuta să reținem, din punct de vedere investigativ, că sunt multe opinii ce contrazic această problemă, iar cercetarea citată aici este prezentată în favoarea grupului ce susține punctul de vedere al societății ce afirmă că minoritățile sunt cauza decalajului în salarizare. De asemenea, “pe baza teoriei capitalului uman, nu doar diferențele de salarizare dintre sexe, dar și proporțiile diferite între numărul de femei și bărbați în anumite ocupații și domenii de activitate și deci, segregarea pe genuri a pieței de muncă este explicată de așa-numita autoselecție.” În economie, există diferite teorii esențiale ce descriu partea ilegitimă a diferenței de salarizare între sexe. Teoria lui Gary S. Becker despre “gusturile discriminării” indică faptul că există unele prejudicii personale legate de cooperarea cu un anumit grup de oameni.

## Escalatorul de sticlă
Pe lângă plafonul de sticlă, care deja oprește femeile din a dobândi mai mult succes la locul de muncă, un fenomen paralel numit “escalatorul de sticlă” poate fi observat. Cu cât mai mulți bărbați aplică în domenii ce în trecut erau dominate de femei, precum asistența medicală sau predarea într-o insituție de învățământ, cu atât mai mult aceștia sunt promovați și primesc mai multe oportunități în comparație cu femeile, astfel luând formă o imagine în care bărbații urcă folosind un escalator, iar femeile urcă pe scări.  Diagrama lui Carolyn K. Broner arată un exemplu al escalatorului de sticlă ce favorizează ocuparea de către bărbați a posturile de muncă predestinate femeilor, din cadrul școlilor. Deși femeile au dominat profesia de cadru didactic în trecut, bărbații tind să ocupe poziții mai înalte în sistemele de învățământ, precum decani sau directori.
Bărbații beneficiază financiar, datorită sexului lor, în domenii profesionale predestinate femeilor din punct de vedere istoric, deseori “culegând beneficiile datorită statutului de care dispun pentru a ajunge la niveluri mai înalte în domenii de activitate dominate de femei”.
Un studiu realizat și publicat în 2008 în Social Problems a constatat că segregația pe sexe în îngrijirea medicală nu a urmat modelul de distribuție verticală disproporțională al “escalatorului de sticlă”; mai degrabă, bărbații și femeile au gravitat spre diferite ramuri din același domeniu, în timp ce infirmierii tind să se specializeze în zone de activitate considerate “masculine”. Articolul constată faptul că “bărbații întâmpină presiuni sociale puternice ce îi fac să evite ocupațiile dominate de femei (Jacobs 1989, 1993)”. Având în vedere faptul că domeniile ocupate în general de femei sunt deseori caracterizate de activități feminine, bărbații care aplică pentru aceste slujbe pot fi percepuți din punct de vedere social ca fiind “efeminați, homosexuali sau agresori sexuali.”

## Sticky floor
În literatura despre discriminarea sexuală, noțiunea de “sticky floors” completează noțiunea plafonului de sticlă. Aceste "sticky floors" pot fi descrise drept structura în care femeile, spre deosebire de bărbați, sunt mai puțin predispuse să avanseze pe scara ierarhică. Prin urmare, acest fenomen este legat de discriminarea dintre sexe la baza distribuției salariale. Bazându-ne pe studiul lui Booth și a co-autorilor din European Economic Review, în ultimul deceniu, economiștii au încercat sa identifice aceste "sticky floors" de pe piața muncii. Aceștia au identificat semne ce indică existența acestui fenomen în țări precum: Australia, Belgia, Italia, Tailanda și Statele Unite.

## The frozen middle
Asemenea noțiunii de "sticky floor", "the frozen middle" descrie fenomenul în care progresul femeilor pe scara ierarhică încetinește, ba chiar se oprește, la departamentul intermediar de conducere. Inițial termenul se referea la rezistența din partea conducerii intermediare cu care se confrunta conducerea superioară când aceasta oferea directive. Datorită unei lipse de pricepere sau motivație în departamentul intermediar de conducere, aceste directive nu sunt îndeplinite și astfel, nivelul inferior al unei companii are de suferit. Termenul a fost popularizat de un articol numit “Middle Management Excellence” din publicația Harvard Business Review. Însă datorită proporției sporite de femei din cadrul câmpului muncii, față de bărbați, termenul “the frozen middle” a ajuns a fi atribuit mai mult încetinirii anterior menționate a carierelor femeilor în departamentul intermediar de conducere. Un studiu din 1996, “A Study of the Career Development and Aspirations of Women in Middle Management” postulează structurile sociale și rețelele din afaceri ce favorizează “băieții buni” iar normele masculinitații există pe baza experiențelor femeilor intervievate. Conform studiului, femeile ce nu au manifestat trăsături masculine tipice (de exemplu: agresivitate, insensibilitate, lipsă de expresii emoționale) și tendințe de comunicare interpersonală se află în dezavantaj spre deosebire de colegii de sex masculin. În timp ce raportul dintre femei și bărbați este în creștere la nivelurile conducerii superioare, accesul femeilor la mentori de sex feminin care le-ar putea sfătui în legătură cu politicile companiei este limitat, inhibând tot mai mult mobilitatea către funcțiile înalte dintr-o firmă sau o companie. Pe lângă acestea, "the frozen middle" afectează femeile profesioniste în țările de vest și est, precum Statele Unite și Malaezia, respectiv, precum și femeile din diferite domenii, pornind de la corporațiile menționate anterior în domeniile STEM.

## Indicele Plafonului de Sticlă
În 2017, publicația Economist și-a actualizat indicele plafonului de sticlă. Acesta combină informațiile despre învățământul superior, implicarea în câmpul muncii, venituri, cheltuieli pentru îngrijirea copiilor, drepturile materne și paterne, aplicațiile în școlile de afaceri și reprezentația în rândul posturilor superioare. Țările în care inegalitatea are rate scăzute sunt, în ordine de la cele cu cea mai mare egalitate, Islanda, Suedia, Norvegia, Finlanda și Polonia.

## Stereotipuri de gen

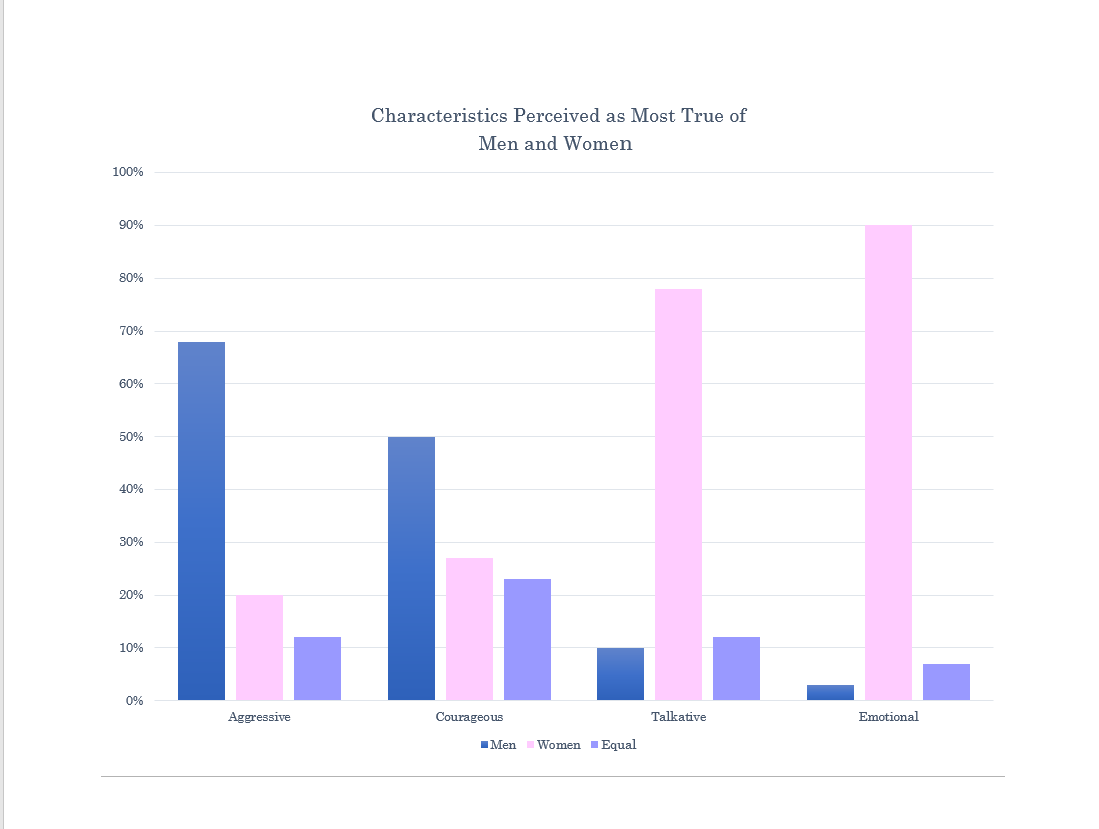
Sondaj realizat de compania Gallup: Bărbații sunt mai agresivi, Femeile sunt mai emotive

Într-un raport din 1993 publicat prin intermediul Institutului de Cercetări al Armatei din SUA pentru Științele Comportamentale și Sociale, cercetătorii au remarcat că femeile au aceleași oportunități educaționale ca omologii lor de sex masculin, plafonul de sticlă persistând din cauza barierelor sistematice, reprezentării și mobilității scăzute și a stereotipurilor. Stereotipurile feminine atribuite femeilor reprezintă unul dintre motivele recunoscute pe scară largă pentru care angajații de sex feminin sunt inhibați sistematic de a primi oportunități avantajoase în domeniul carierei lor. Majoritatea americanilor percep femeile ca fiind mai emotive, iar bărbații mai agresivi decât sexul opus. Stereotipurile de gen influențează modul în care liderii sunt aleși de angajatori și modul în care sunt tratați lucrătorii de sex diferit. Plafoanele de sticlă pot fi observate în supermarket-ul tipic american, în care femeile sunt desemnate casiere, datorită convingerii că femeile sunt mai bune decât colegii lor de sex masculin la gestionarea emoțională cu clienții. Funcționarii Journeyman cărora li se atribuie mai ales ture de casierie au o calitate scăzută a muncii și o promovare semnificativ mai mică.  Un proces colectiv a fost introdus împotriva Lucky Stores pentru atribuirea nedreaptă a sarcinilor către angajați de rasă și sex diferit. Mai mult, unul dintre stereotipurile față de femei la locul de muncă este „convingerea despre statutul de sex” care susține că bărbații sunt mai competenți și inteligenți decât femeile, astfel că au poziții mult mai înalte în ierarhia carierei. În cele din urmă, acest factor duce la percepția locurilor de muncă bazate pe sex pe piața muncii, astfel încât bărbații sunt așteptați să aibă mai multe calificări legate de muncă și angajați pentru funcții de top. Efectul plafonului de sticlă și câștigurile - decalajul de venit pe sexe în posturile manageriale din Germania. Stereotipurile feminine percepute contribuie la plafonul de sticlă cu care se confruntă femeile din câmpul muncii.

## Tipuri de femei care se confruntă cu plafonul de sticlă la locul de muncă
„Antreprenorii Intenționați” ilustrează femeile care sunt implicate în câmpul muncii și intenționat se implică în cultura și operațiunile locului de muncă, special pentru a triumfa la nivelurile antreprenoriale.
„Alpiniștii Corporativi” sunt rezultatul obligării deliberate sau neintenționate a unei corporații. Fiindcă au lovit „plafonul de sticlă” al afacerii lor anterioare, aceste femei își încep propriile lor afaceri. 
„Antreprenorii Intenționați” și „Alpiniștii Corporativi” se concentrează asupra femeilor care concurează pentru poziții antreprenoriale împotriva bărbaților. Bărbații care susțin dorința și determinarea pentru poziții antreprenoriale concurează în mod normal împotriva altor bărbați, în timp ce femeile se simt dispuse să găsească motive etice și logice pentru a lumina America corporatistă sau locul de muncă special pentru care sunt la fel de calificate. Femeile sunt obligate să iasă din America corporatistă, ajungând în esență la „plafonul de sticlă”, femeile alpiniste corporatiste nu au altă alternativă decât să-și înceapă propria activitate.

## Practici de angajare
Atunci când femeile își părăsesc afacerea curentă pentru a o începe pe a lor, au tendința de a angaja alte femei. Bărbații tind să angajeze alți bărbați. Aceste practici de angajare elimină „plafonul de sticlă”, deoarece nu mai există concurență de capacități și discriminare de gen. Acestea acceptă identificarea segregată a „muncii bărbaților” și a „muncii femeilor”.

## Schimbul doi
Schimbul doi se concentrează pe ideea că, teoretic, femeile lucrează acest schimb pentru a avea un volum de muncă mai mare, nu doar o parte mai mare a muncii casnice. Toate sarcinile care sunt angajate în afara locului de muncă sunt legate în principal de maternitate. În funcție de locație, venitul gospodăriei, nivelul de pregătire educațional, etnia și locația. Datele arată că femeile lucrează schimbul doi în sensul de a avea o sarcină de muncă mai mare, nu doar că realizează o pondere mai mare a muncii casnice, dar acest lucru nu este evident dacă activitatea simultană este trecută cu vederea. Alva Myrdal și Viola Klein încă din 1956 s-au concentrat pe potențialul atât al bărbaților, cât și al femeilor care lucrează în setări care includ tipuri de medii de muncă plătite și neplătite. Cercetările au indicat că bărbații și femeile ar putea avea timp egal pentru activități în afara mediului de muncă pentru activități familiale și suplimentare. De asemenea, s-a constatat că „schimbul doi” are efecte fizice, în special pentru femei. Femeile care se angajează mai multe ore în urmărirea echilibrului familial, suferă adesea mai multe probleme de sănătate mintală, cum ar fi depresia, anxietatea și alte probleme. S-au constatat, de asemenea, iritabilitate, motivație scăzută și energie și alte probleme emoționale. Fericirea generală a femeilor poate fi îmbunătățită dacă se îndeplinește echilibrul între cariera și responsabilitățile de acasă.

## Mommy Track
„Mommy Track” se referă la femei care pur și simplu își ignoră cariera și îndatoririle profesionale pentru a satisface nevoile familiilor lor. Femeile sunt adesea supuse unor ore lungi de muncă care creează un dezechilibru în cadrul programului de muncă-familie.  Există cercetări care sugerează că femeile au putut să funcționeze într-un program profesional part-time, în comparație cu altele care au lucrat cu normă întreagă, în timp ce erau încă angajate în activități familiale externe. Cercetarea sugerează, de asemenea, că aranjamentele flexibile de muncă permit realizarea unui echilibru sănătos între muncă și familie. O diferență a fost descoperită, de asemenea, în costul și volumul efortului în cazul nașterii unui copil în rândul femeilor cu funcții și roluri mai calificate, spre deosebire de femeile cu locuri de muncă mai puțin calificate. Această diferență duce la întârzierea și amânarea obiectivelor și aspirațiilor în carieră pe parcursul câtorva ani. S-a constatat că un număr mare de femei din toată țara care au certificări profesionale și diplome nu fac parte din câmpul muncii la rata estimată de mai mult de două ori decât bărbații. De asemenea, Deloitte Touche, o firmă de servicii profesionale de angajare, a confirmat că au înregistrat rate de abandon la fiecare clasă de angajare și a raportat că, într-adevăr, rata femeilor era foarte mare în comparație cu a bărbaților, din cauza responsabilităților în familie.

## Concrete floor
Termenul de "concrete floor" a fost utilizat pentru a se referi la numărul minim sau proporția de femei necesare pentru un cabinet sau consiliul de administrație pentru a fi percepute ca fiind legitime.

## Context intercultural
Puține femei au tendința de a atinge poziții în eșalonul superior, iar organizațiile sunt, în mare parte, conduse aproape exclusiv de bărbați. Studiile au arătat că plafonul de sticlă mai există în diferite niveluri în diferite țări și regiuni din întreaga lume. Stereotipurile femeilor la fel de emoționale și sensibile ar putea fi văzute drept caracteristici cheie pentru motivul pentru care femeile se luptă să spargă plafonul de sticlă. Este clar că, deși societățile diferă unele de altele prin cultură, credințe și norme, acestea au așteptări similare ale femeilor și rolul lor în societate. Aceste stereotipuri feminine sunt deseori consolidate în societățile care au așteptări tradiționale față de femei. Stereotipurile și percepțiile femeilor se schimbă lent în întreaga lume, ceea ce reduce și segregarea de sex în organizații. 